# Bernhard Riemann
Georg Friedrich Bernhard Riemann (17. září 1826, Breselenz – 20. července 1866, Selasca) byl německý matematik, který výrazně přispěl k rozvoji matematické analýzy a diferenciální geometrie.

## Význam Riemannovy práce
Riemann výrazně přispěl k propojení geometrie a matematické analýzy. Na jeho myšlenkách byly dále rozvinuty například Riemannova geometrie, algebraická geometrie či teorie komplexních ploch. Tyto oblasti matematiky se staly základem topologie. V reálné analýze přispěl definicí Riemannova integrálu a rozvinul také teorii trigonometrických řad. Ve svém jediném článku věnovaném teorii čísel zavedl Riemannovu funkci zeta a ukázal její vztah k distribuci prvočísel. V tomtéž článku vyslovil řadu domněnek o vlastnostech zeta funkce, z nichž nejznámější je Riemannova hypotéza.

## Biografie

### Dětství a mládí
Bernhard Riemann se narodil 17. září 1826 v malé vesničce Breselenz poblíž Dannenbergu v dnešním Německu. Bernhardův otec Friedrich Bernhard Riemann byl chudý luteránský pastor a veterán napoleonských válek. Již od raného dětství projevoval Riemann výjimečné matematické nadání (zejména měl skvělé počtářské dovednosti), ale prodělal několik nervových kolapsů, trpěl abnormální stydlivostí a měl hrůzu z mluvení na veřejnosti. Když byl Bernhard ještě dítě, jeho otec přijal nové místo jako farář v Quickbornu nedaleko Breselenze, a toto místo bylo centrem jeho citového života až do téměř třiceti let.
I když o Riemannovi nevíme mnoho, protože o svém osobním životě nezanechal žádné záznamy, kromě těch, které se dají usoudit z jeho dopisů, zdá se, že Quickborn bylo jediným prostředím, kam se při každé příležitosti rád vracel do svého rodinného kruhu.
Protože ale v Quickbornu nebylo žádné gymnázium, začal Riemann svoje vzdělání až o čtyři roky později, než bylo obvyklé, a to ve čtrnácti letech. Nastoupil na gymnázium v Hannoveru, kde žila Riemannova babička z matčiny strany, čímž rodina ušetřila za ubytování a stravu. Avšak Riemann se zde cítil nešťastný a tesknil po domově. Na střední škole se zabýval především studiem bible, ale i zde se projevoval jeho vztah k matematice – pokusil se matematicky dokázat správnost knihy Genesis. Své učitele překvapoval schopností řešit obtížné matematické úlohy. Po babiččině smrti roku 1842 přestoupil na gymnázium v Lüneburgu. Blízkost domova, a tím i možnost trávit prázdniny s rodinou, činila jeho pozdější školní léta poněkud šťastnějšími.
V roce 1846 byl Riemann přijat na univerzitu v Göttingenu, kde začal studovat filologii a teologii, aby se v budoucnosti mohl stát knězem a finančně tím zajistit rodinu. Město mladého Riemanna lákalo i tím, že zde působil jeden z největších matematiků své doby Carl Friedrich Gauss. I když v té době bylo Gaussovi už 69 let, jeho nejvýznamnější období již bylo minulostí a přednášel jen málo, Riemann navštěvoval jeho přednášky o metodě nejmenších čtverců a jeho vášeň pro matematiku stoupala. Proto se někdy v letech 1846-1847 svěřil svému otci, že ho matematika zajímá mnohem víc než teologie, a otec mu dal souhlas, aby se věnoval matematice. Roku 1847 Riemann odešel studovat do Berlína, kde tehdy učili Jacobi, Dirichlet a Steiner. Po dvou letech, roku 1849, se však vrátil zpět do Göttingenu.

### Dospělost
V roce 1849 se začal Riemann pod vedením samotného Gausse připravovat na doktorát, kterého po dvou letech ve věku 25 let dosáhl. Svou první univerzitní přednášku v Göttingen pronesl roku 1854, již roku 1857 se stal na této univerzitě mimořádným profesorem a roku 1859 profesorem řádným. Svými pracemi o geometrii, jež dnes bývá nazývána Riemannova, a svojí teorií vyšších dimenzí připravil půdu pro Alberta Einsteina a jeho teorii relativity.
„Průlomovým okamžikem“ byl pro Riemanna rok 1857, kdy uveřejnil článek z matematické analýzy pod názvem „Teorie abelovských funkcí“, který byl okamžitě uznán za zásadní příspěvek.
Krátce před svými třicátými třetími narozeninami byl jmenován také členem-korespondentem berlínské akademie, která učinila své rozhodnutí na základě pouze dvou Riemannových prací, jež byly dobře známy: na doktorské disertaci z roku 1851 a na článku o abelovských funkcích z roku 1857. Toto členství pro něj bylo velkou ctí a bylo zvykem vyjádřit za něj svoji vděčnost předložením práce popisující výzkum, kterým se nový člen zabývá. Riemann předložil práci s názvem Über die Anzahl der Primzahlen unter einer gegebenen Grösse („O počtu prvočísel menších než daná hodnota“). Na stejné téma vedl v roce 1859 přednášku v berlínské akademii, která zřejmě byla nadšeně přijata. Roku 1862 se oženil s Elise Kochovou. Zemřel na tuberkulózu v Selasce při své třetí cestě do Itálie roku 1866.